# Maison forte de la Mothe d'Hubine
La maison forte de la Mothe d'Hubine est un  château du XVe siècle situé à Sincey-lès-Rouvray (Côte-d'Or) en Bourgogne-Franche-Comté .

## Localisation
Le château est situé à l'extrémité sud du hameau, en rive sud de la RD 70 (rue du château) à laquelle il est relié par une allée.

## Historique
En 1112 l'abbaye de Moutier-Saint-Jean devient seigneur temporel de Sincey où elle construit une maison forte, dite de la Rochette". Vers 1540, lors du partage du fief de Philippe d'Hubines apparait une seconde maison, un peu en dessous, dite de la Motte. En 1614 à la mort de René d'Hubines, son gendre François Damoiseau hérite de la Rochette et rachète la Motte qui se compose d'une maison encadrée de quatre tours, dont un pigeonnier, un pont-levis et des communs, le tout fermé de murailles. La Rochette comprend alors une maison avec deux chambres basses, deux chambres hautes, un grenier, une cave voûtée et des communs[réf. souhaitée].

## Architecture
Le manoir du XVIe siècle dont l'entrée se fait à l'est par une porte avec bretèche est dans son état initial. Édifice de plan rectangulaire à deux étages carrés, il est cantonné de tours circulaires au nord-ouest et au sud-est, d'une tourelle en surplomb au sud-ouest et d'une échauguette au nord-est[réf. souhaitée]. Cette ancienne maison forte mériterait une protection au titre de la législation sur les Monuments Historiques. 
De l'autre côté de la route, une grande ferme munie de tours rondes et entouré de fossés secs est sans doute l’ancienne basse-cour. Cette ferme fortifiée mériterait une protection au titre de la législation sur les Monuments Historiques.